# Felégetett körzet

A felégetett körzet (Burned-over district) kifejezést Whitney Cross történész használta 1950-es könyvében. New York állam nyugati területeit jellemezte így a második nagy ébredés időszakában, mert a terület nagyon nagy mértékben megtért valamilyen valláshoz és nem maradt téríteni való lakos, úgymond az összes olaj elégett, ami a lángot táplálja.
A valóságban a külső, határmenti területeket nem érte el a papság; ott az emberek saját maguk kezdtek vallási kutatásokat végezni, így alakult ki a népi vallás. Bár sok – főként protestáns – hittérítő és néhány szektariánus is tevékenykedett, a legtöbb mégis az innovatív szellemű vallásos mozgalom volt, mindet laikusok alapították a 19. század folyamán.

## A legnagyobb mozgalmak
- A mormonizmus, amelynek fő ága Az Utolsó Napi Szentek Jézus Krisztus Egyháza. Joseph Smith indította el egy látomás után.
- A millerita mozgalom, amelyet William Miller farmer indított útjára és rendkívül népszerűvé vált. Az advent mozgalom, ezen belül a Hetednapi Adventista Egyház, az Advent Keresztény Egyház is ebből nőtt ki, de nagy hatással voltak Jehova tanúira is.
- A spiritizmust a Fox nővérek indították el, amikor Hydesvilleben megtartották az első asztaltáncoltatás szeánszot. A spiritisták a halottakkal próbáltak meg kommunikálni.
- Az Oneida közösség egy  utópisztikus csoport volt, amely a csoportos házasság szokásáról volt híres.
- Charles Grandison Finney prédikátor tevékenysége, aki a pünkösdizmus előfutárának tekinthető.

Mindez szélsőséges radikalizációt hozott a társadalmi felfogásban is. Elizabeth Cady Stanton korai feminista is a New York állambeli Seneca Falls-ból származott, a Seneca Falls Convention pedig a női választó jogért kezdett küzdeni.
Charles Fourier utópista szocialista is itt tevékenykedett; itt állt fel a kísérleti közösség Skaneateles Community néven.

## Külső hivatkozások
- Michael Hendricks: Consequences of Religious Excitement in the Burned-over District, March 24, 2004 apparently a self-published, but sourced, paper.
- John H. Martin, Saints, Sinners and Reformers: The Burned-Over District Re-Visited, The Crooked Lake Review, Fall 2005. Book-length study in a local history quarterly.